# Donaciella

Donaciella (лат.) — подрод жуков-листоедов (Chrysomelidae) из подсемейства радужниц (Donaciinae) рода радужниц.

## Систематика
Некоторые виды:
- Donacia cinerea Herbst, 1784
- Donacia clavipes Fabricius, 1793
- Donacia microcephala (Daniel & Daniel, 1904)
- Donacia nagaokana Hayashi, 1998
- Donacia pubicollis (Suffrian, 1872)
- Donacia tomentosa Ahrens, 1819